# Chippa United Football Club
Actualités
Le Chippa United Football Club est un club de football sud-africain basé à Port Elizabeth.

## Historique
Le club est fondé en janvier 2010 quand Siviwe Chippa Mpengesiun, un entrepreneur achète la licence de Mbekweni Cosmos, un club tout juste promu en troisième division sud-africaine. Lors de la saison 2010-2011, le club est renommé Chippa United Football Club, et il termine à la première place de son groupe puis en tête de sa poule de montée ce qui signifie une promotion en National First Division, la deuxième division sud-africaine.
Lors de sa première saison en NFD, le club termine à la deuxième place et participe aux play-off de montée. Chippa United remporte le tournoi et est promu en Premier Soccer League, la première division.
Lors de sa première saison 2012-2013 de PSL, Chippa United termine à la 15e place et doit disputer les barrages, en terminant deuxième le club ne pourra se maintenir. La saison suivante en deuxième division le club termine à la première place et retourne directement en première division.
Lors de son retour en PSL pour la saison 2014-2015, le club termine 14e à une place des barrages, sauvé par sa différence de buts. Depuis le club se retrouve toutes les saisons dans le milieu du tableau de la première ligue.

## Stades
A ses débuts le club joue au Cap au Philippi Stadium. Après sa promotion en 2012, le stade n'étant pas au norme de la PSL, le club joue à l'Athlone Stadium ou au Cape Town Stadium. En 2013, le club revient au Philippi Stadium.
Lors de sa remontée en première division, le club déménage à Port Elizabeth et joue au Nelson Mandela Bay Stadium, depuis 2016, pour des raisons financières et pour des matchs de moindres importances Chippa United joue ses matchs à domicile au Buffalo City Stadium à East London (capacité 16000 places).

## Palmarès
| Compétitions nationales                                                       |
| ----------------------------------------------------------------------------- |
| - Championnat d'Afrique du Sud de deuxième division (1) : - Vainqueur : 2014. |

## Note et référence
1. ↑  (en) Chippa relegated, Aces promoted